# Mary Mensah
Mary Mensah (* 24. Juni 1963) ist eine ehemalige ghanaische Leichtathletin, die sich auf den Sprint spezialisiert hat. Ihren größten Erfolg feierte sie mit dem Gewinn Bronzemedaille in der 4-mal-100-Meter-Staffel bei den Afrikameisterschaften 1985 in Kairo.

## Sportliche Laufbahn
Erste internationale Erfahrungen sammelte Mary Mensah vermutlich im Jahr 1982, als sie bei den Commonwealth Games in Brisbane mit der ghanaischen 4-mal-100-Meter-Staffel in 45,93 s den siebten Platz belegte. Im Jahr darauf startete sie bei den erstmals ausgetragenen Weltmeisterschaften in Helsinki und schied dort im 200-Meter-Lauf im Halbfinale aus, während sie über 100 Meter mit 12,26 s nicht über den Vorlauf hinauskam. Zudem verpasste sie mit der Staffel mit 47,51 s den Finaleinzug. 1984 nahm sie an den Olympischen Sommerspielen in Los Angeles teil und schied dort mit der 4-mal-100-Meter-Staffel mit 45,20 s im Vorlauf aus und verpasste auch mit der 4-mal-400-Meter-Staffel in 3:40,38 min den Finaleinzug. Im Jahr darauf gewann sie dann bei den Afrikameisterschaften in Kairo in 3:42,32 min gemeinsam mit Veronica Bawuah, Doris Wiredu und Ayishetu Adam die Bronzemedaille in der 4-mal-400-Meter-Staffel hinter den Teams aus Nigeria und Kenia. Daraufhin beendete sie ihre aktive sportliche Karriere im Alter von 22 Jahren.

## Persönliche Bestzeiten
- 100 Meter: 11,6 s, 1983
- 200 Meter: 24,91 s (1,9 m/s), 12. August 1983 in Helsinki